# 郯庐断裂带
郯城-廬江斷層帶（簡稱郯廬斷層帶）是中國東部的一條大型斷層帶，因最初發現時認為其北起山東郯城，南至安徽廬江而得名。實際上，郯廬斷層帶北段一直沿北北東方向经渤海、中國東北延伸至鄂霍次克海，在中國境內的長度達2400多公里。在地史上，其南段也一度伸達今武穴、廬山。

## 形成时期
郯廬斷層帶的南段（郯城以南）在三疊纪末期形成，當時是揚子板塊與中朝板塊之間的秦嶺-大別碰撞帶以東的一條走滑斷層。在中生代燕山期，因太平洋板塊向西俯衝到歐亞板塊（廣義）之下，而使郯廬斷層帶向北大幅度延伸，並轉化為逆衝斷層。以後，郯廬斷層帶雖然一度恢復為走滑斷層，但在多數時間內仍以逆衝運動為主。
在新構造期，郯廬斷層帶為左行走滑-逆衝斷層。歷史上沿這一斷層帶發生了許多大地震，如1668年郯城大地震、1975年海城地震等。

## 研究历史
1957年地质部航测大队904队航空磁测异常发现并命名了郯城-庐江断裂带：“经安徽庐江、巢县以西、嘉山及江苏之泗洪、宿迁以及山东郯城、莒南，有一条窄形的正异常带”“是地壳上深断型之巨大构造破坏的反映”。1956年在柴登榜领导淮河煤区地质研究，徐嘉炜在区域构造研究时从野外及综合资料确定淮河煤区东界为一条江苏到安徽的大断裂。1963年，徐嘉炜在安徽省地质学会发表《郯城-庐江深断裂带的平移运动》论文，提出郯庐断裂带左行平移210公里的观点。1969年渤海发生6.9级地震后，李四光指出：“这个断裂带确实在活动，要重视郯庐断裂带南面移动200多公里的报道。”